# Tarabya
Pour les articles homonymes, voir Tarabya (homonymie).
Tarabya, en grec Therapia, est l'un des quartiers les plus huppés d'Istanbul particulièrement occidentalisé, situé dans un cadre verdoyant. Il se trouve sur la rive européenne du Bosphore, dans le district de Sarıyer. On y trouve l'un des sites du lycée français Pierre-Loti.
Outre ses monuments historiques, Tarabya est célèbre pour ses restaurants de poissons, bistrots et boîtes de nuit.

## Sites
- Église d'Aya Paraskevi
- Fontaine du Sultan Mahmoud II
- Fontaine du sultan Bezm-i Alem Valide
- Résidence historique d'été de l'ambassadeur d'Allemagne
- Manoir Huber (actuellement utilisé comme résidence du président)
- Yalı de Hristaki Zoğrafos
- Yalı du Prince Ypsilanti (résidence d'été de l'ambassadeur de France)